# Diesbachia rarospinosa
Diesbachia rarospinosa är en insektsart som beskrevs av Ludwig Redtenbacher 1908. Diesbachia rarospinosa ingår i släktet Diesbachia och familjen Diapheromeridae. Inga underarter finns listade i Catalogue of Life.